# Política de Israel
Israel é uma democracia parlamentar republicana baseada no sufrágio universal e na representação proporcional. O sistema de governo de Israel se baseia em várias leis básicas decretadas por seu parlamento, o Knesset.
O presidente (chefe de estado) é eleito pelo Knesset para um mandato de sete anos. Desde julho de 2021, este posto é ocupado por Isaac Herzog. O primeiro-ministro (chefe de governo) exerce o poder executivo e é escolhido pelo presidente como líder do partido político que estiver mais apto a formar um governo, normalmente de coalizão com outros. Após a escolha presidencial, o primeiro-ministro escolhido tem 45 dias para formar um governo. Nas eleições de maio de 1996, os israelenses pela primeira vez escolheram seu primeiro-ministro por voto direto, mas desde então sua eleição direta não mais ocorreu.
Os membros do gabinete como um todo devem ser aprovados pelo Knesset. Os 120 parlamentares são eleitos para um mandato de quatro anos, apesar de o Knesset ter poderes para convocar novas eleições antes do fim do período. As votações são conduzidas usando-se fórmulas de representatividade proporcional de listas partidárias, incluindo o chamado método de Hondt. As eleições gerais são em listas abertas, ou seja, os eleitores que votam apenas nos partidos sabem a ordem dos candidatos dentro das listas previamente elaboradas. Não há voto distrital: todos os eleitores votam exatamente nas mesmas listas partidárias. O sufrágio é universal para os cidadãos israelenses com 18 anos ou mais. Os locais de votação funcionam em Israel e nos demais territórios. Votos para os ausentes do país se limitam ao corpo diplomático e membros da Marinha mercante.

## Principais partidos políticos
Kadima (centro), Likud (centro-direita), Yisrael Beitenu (direita), Avoda (centro-esquerda), Shas (ultra-religioso), Shinui (centro laico), Mafdal (religioso), União Nacional (centro), Meretz (esquerda), Balad (árabe) e Hadash (esquerda).

### Executivo

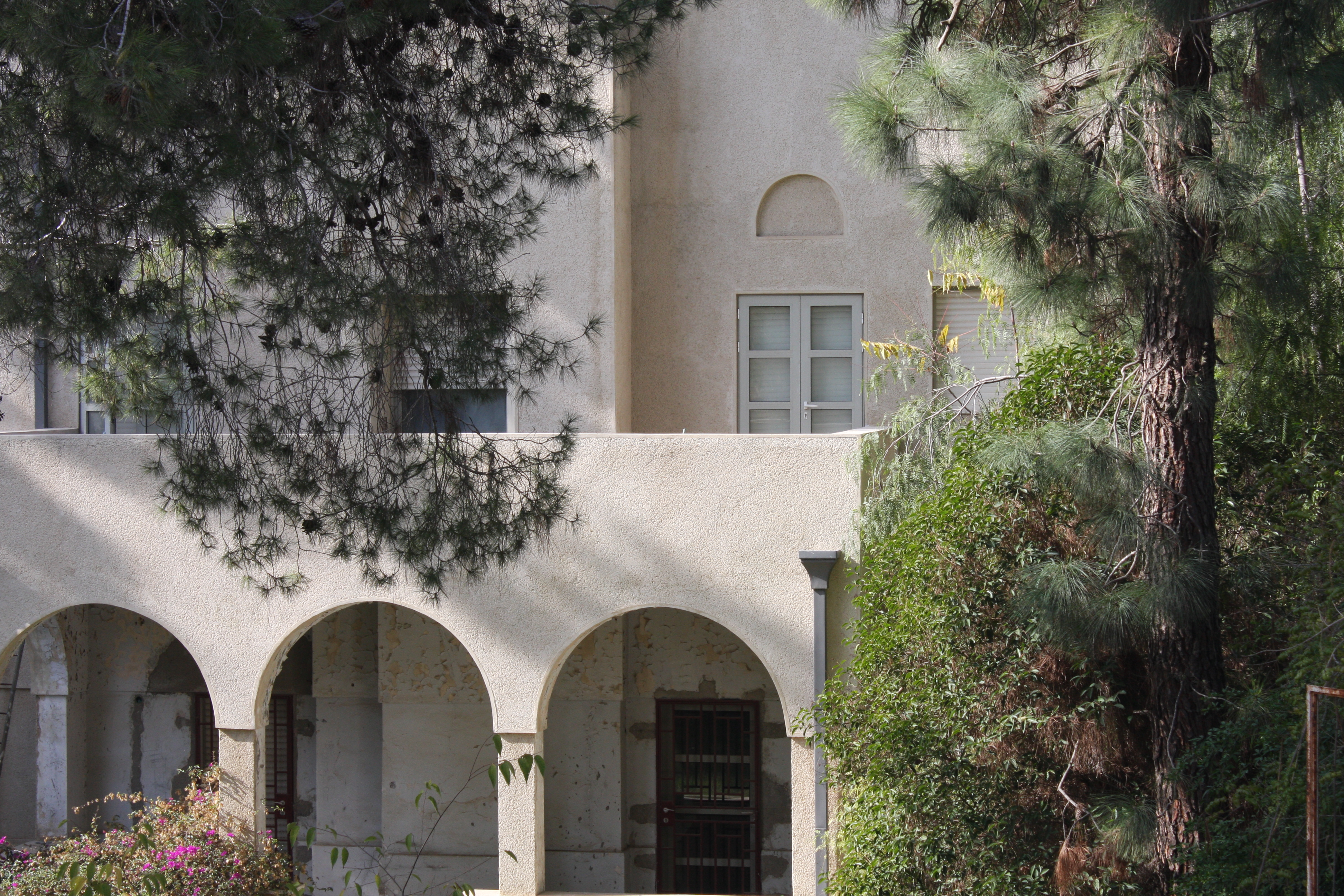
Beit Aghion, residência oficial do primeiro-ministro.

O Poder Executivo em Israel é exercido pelo Primeiro-Ministro, eleito pelo Parlamento e escolhido entre o partido ou coalizão que obtenha a maioria das cadeiras no Congresso. A sede do Executivo israelense se encontra em Kiryat HaMemshala, uma colina em Jerusalém que concentra vários prédios governamentais.

### Legislativo

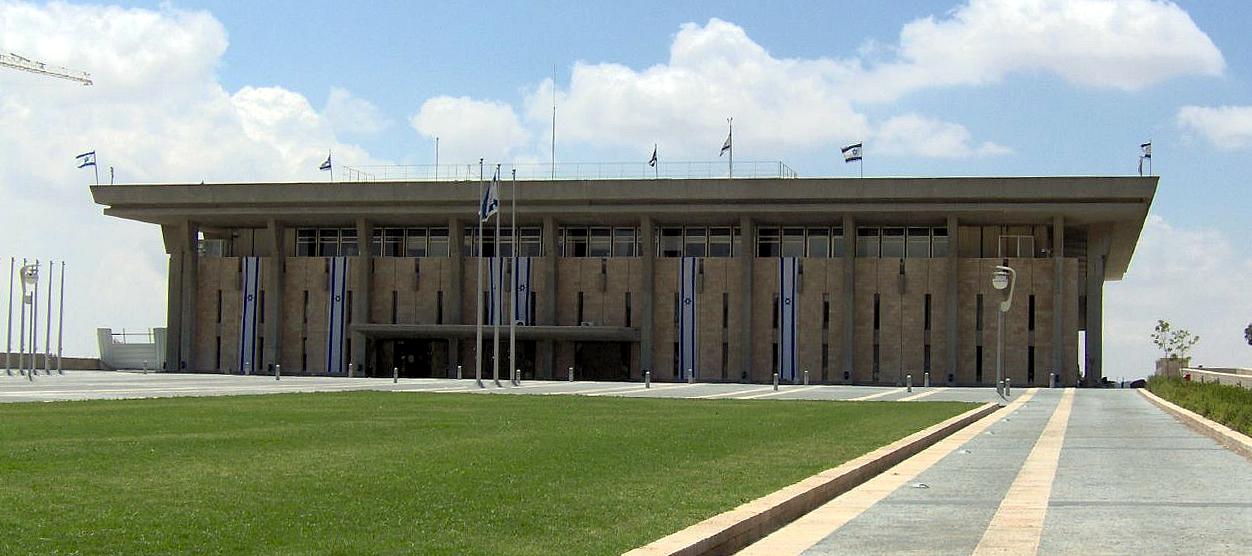
Palácio do Knesset, Jerusalém, sede do poder legislativo.

O Poder Legislativo é exercido pela Knesset (Assembléia, em hebraico), um parlamento unicameral e eleito de forma direta, composta de 120 membros. A Knesset é a autoridade responsável pela eleição do governo e do presidente da república.

### Judiciário

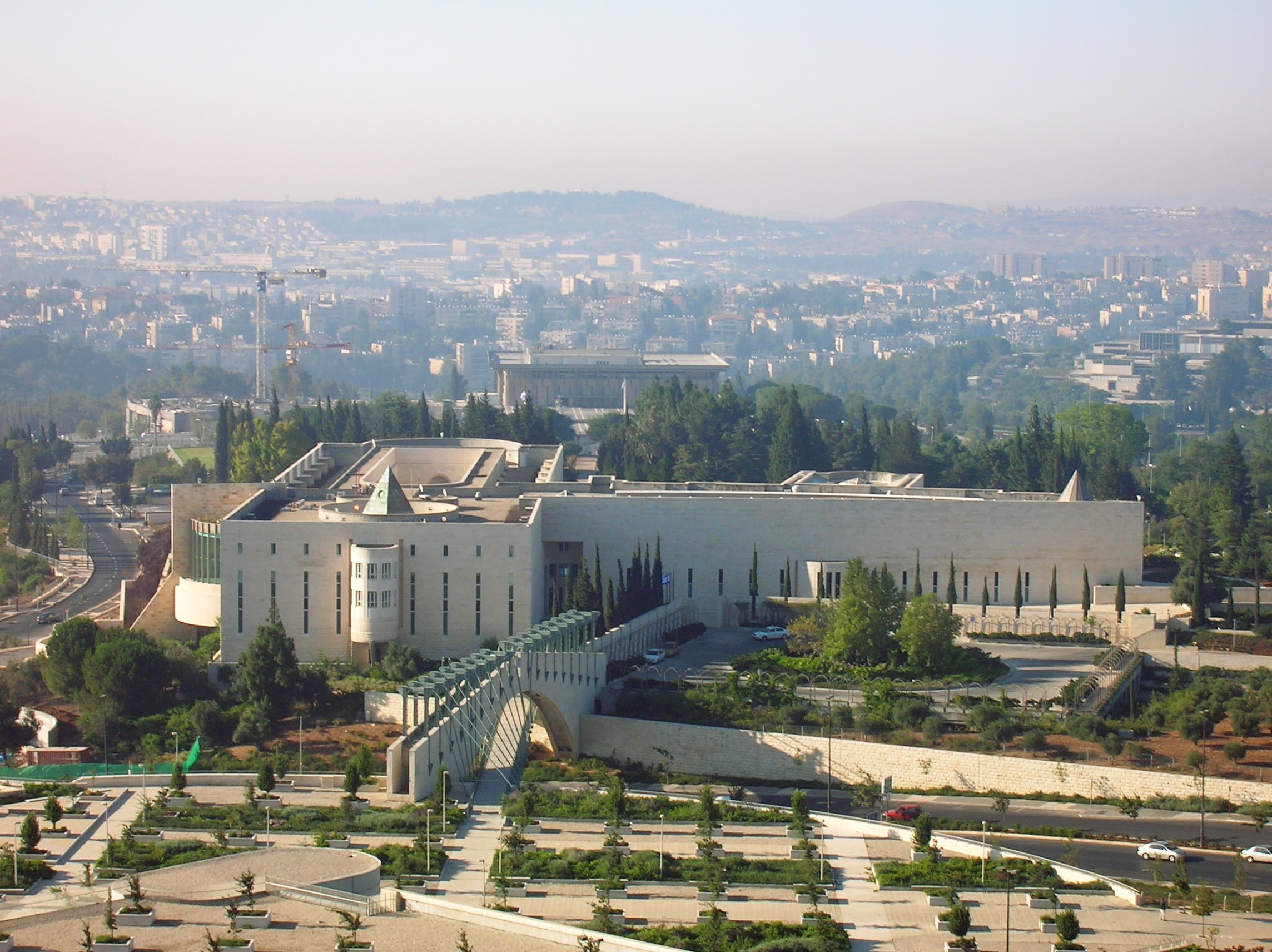
Suprema Corte de Israel, com o Knesset ao fundo

A Suprema Corte de Israel é o organismo superior de todo o Judiciário.

### Constituição
Por influência histórica da Common Law britânica, Israel não possui Texto Constitucional escrito em documento único e sim normas constitucionais dispersas em quatorze Leis Básicas  que gozam perante a Suprema Corte de Israel de estatura de Diplomas Constitucionais. Tais Leis Básicas protegem os direitos humanos e definem a estrutura essencial do Estado, assim como suas atribuições precípuas. Há uma comissão para a redação da Consituição Oficial. Também em decorrência do Common Law herdado dos tempos em que o atual território israelense se encontrava sob os auspícios do Império Britânico, a Suprema Corte exerce relevante papel no aperfeiçoamento de construções teóricas do Direito Constitucional, a exemplo do princípio da proporcionalidade.